# Polisportiva Trani 1995-1996
Questa voce raccoglie le informazioni riguardanti  la Polisportiva Trani nelle competizioni ufficiali della stagione 1995-1996.

## Rosa
| N. |                   | Ruolo | Calciatore          |
| -- | ----------------- | ----- | ------------------- |
|    | Italia (bandiera) | A     | Andrea Barbi        |
|    | Italia (bandiera) | C     | Nicola Bellino      |
|    | Italia (bandiera) | D     | Alessio Bisio       |
|    | Italia (bandiera) | D     | Flavio Borsani      |
|    | Italia (bandiera) | D     | Vincenzo Bovio      |
|    | Italia (bandiera) | D     | Domenico Caputo     |
|    | Italia (bandiera) | D     | Luca Casarino       |
|    | Italia (bandiera) | C     | Francesco Ciscutti  |
|    | Italia (bandiera) | C     | Rocco Corro         |
|    | Italia (bandiera) | P     | Domenico Corcione   |
|    | Italia (bandiera) | C     | Osvaldo Dalla Bona  |
|    | Italia (bandiera) | C     | Cristian Dao        |
|    | Italia (bandiera) | D     | Graziano Del Grande |
|    | Italia (bandiera) | D     | Vincenzo Di Bari    |
|    | Italia (bandiera) | D     | Filippo Di Martino  |
|    | Italia (bandiera) | D     | Vincenzo Ferrieri   |
|    | Italia (bandiera) | D     | Marco Fibrini       |
|    | Italia (bandiera) | A     | Claudio Guacci      |
|    | Italia (bandiera) | D     | Dario Italia        |
|    | Italia (bandiera) | C     | Fabrizio Lancione   |

| N. |                   | Ruolo | Calciatore           |  |
| -- | ----------------- | ----- | -------------------- |  |
|    | Italia (bandiera) | C     | Michele Leone        |  |
|    | Italia (bandiera) | C     | Salvatore Maurelli   |  |
|    | Italia (bandiera) | A     | Giovanni Miccoli     |  |
|    | Italia (bandiera) | C     | Graziano Nocera      |  |
|    | Italia (bandiera) | D     | Vincenzo Perillo     |  |
|    | Italia (bandiera) | C     | Paolo Ricioppo       |  |
|    | Italia (bandiera) | D     | Patrizio Amoruso     |  |
|    | Italia (bandiera) | P     | Fabrizio Martellotta |  |
|    | Italia (bandiera) | D     | Giuseppe Scaringella |  |
|    | Italia (bandiera) | A     | Massimo Scarpa       |  |
|    | Italia (bandiera) | D     | Francesco Segreto    |  |
|    | Italia (bandiera) | D     | Fabrizio Tridente    |  |
|    | Italia (bandiera) | C     | Nicola Tritta        |  |
|    | Italia (bandiera) | C     | Maurizio Tumminia    |  |
|    | Italia (bandiera) | P     | Erik Turrini         |  |
|    | Italia (bandiera) | C     | Filippo Vento        |  |
|    | Italia (bandiera) | D     | Raffaele Ventre      |  |
|    | Italia (bandiera) | D     | Giacomo Zaccaria     |  |
|    | Italia (bandiera) | A     | Graziano Zani        |  |